# Остров Богослова (Россия)
О́стров Богосло́ва — необитаемый остров в Камчатском крае, Россия. Расположен у входа в бухты Натальи, Петра и Павла, в полутора километрах восточнее мыса Отвесный. Зоологический памятник природы регионального значения, образован для охраны лежбищ тихоокеанских моржей и колоний морских птиц. Статус присвоен решением Камчатского областного Совета народных депутатов 28 декабря 1983 года. 
Гористый остров со скалистыми, почти отвесными берегами и кекурами, подводными и надводными камнями вблизи. Западные склоны менее круты, в средней части северо-западного побережья имеется галечный пляж. Остров покрыт травянисто-кустарничковой растительностью.
На острове Богослова находятся колонии морских птиц (берингов баклан, тихоокеанская чайка, моевка, тихоокеанский чистик, тонкоклювая и толстоклювая кайры, топорок, ипатка, обыкновенная гага). Общая численность птиц — 72-75 тыс. пар. В прибрежных водах обитают морские звери — тихоокеанский морж, ларга, акиба, крылатка, лахтак и сивуч. На берегу есть их лежбища. В летнее время на острове можно наблюдать бурых медведей, приплывающих сюда в поисках пищи.